# Панкин, Александр Фёдорович
Александр Фёдорович Панкин (27 марта 1938, Егорьевск — 12 октября 2020) — советский и российский художник, «последний представитель русской религиозно-математической философии в абстрактном искусстве».

## Биография
В 1963 окончил Московский архитектурный институт, в 1971 стал членом Союза архитекторов СССР. С 1971 по 1982 входил в творческое объединение художников, сплотившихся вокруг студии Элия Белютина «Новая реальность».
Начальный период творчества характерен созданием абстрактных композиций, посвященных теме пространства. Одновременно с этим решалась проблема материализации картинной плоскости. Это картины-объекты, в которых присутствуют черты метафизического искусства. В те же годы художник изучает различные пропорциональные системы и использует их в своих работах. В 1970—1980-е годы творчество художника было направлено на поиски новой фигуративности. Предметность прочитывалась через детали, контур, знак. Цель искусства в этот период — взволновать зрителя и вызвать на эмоциональный спор.
В 1990-е годы Панкин вновь обратился к абстрактному формообразованию. Основой произведений стал геометрический и пропорциональный анализ супрематических композиций Казимира Малевича, а также произведений других художников. По программе «Малевич и визуальное мышление» осуществил несколько выставочных проектов. Они стали своеобразным диалогом художника с искусством русского авангарда 1920-х годов.
Исследовательский опыт дал толчок реализации в пространстве искусства математических объектов («метаабстракция»). Числовые ряды, иррациональные и трансцендентные числа, научные представления и идеи стали импульсом для формирования художественной формы. В это же время появляется устойчивая тенденция создания гармоничных, уравновешенных композиций, комфортных для восприятия зрителем.
Творчество Александра Панкина последних лет направлено в пограничные с наукой зоны и обращено к интеллектуальным формам духовности.
Признание пришло к художнику только с Перестройкой. За период с 1988 по 2008 годы состоялось более 30 персональных и более 100 групповых выставок в России и за рубежом.
Александр Панкин жил и работал в Москве. Работы художника находятся в частных коллекциях России, Венгрии, Польши, Германии, Австрии, США, Нидерландов, Франции, Финляндии, Швеции.
Художник представлен Крокин галереей и галереей pop/off/art.
Умер утром 12 октября 2020 года в Москве.

## Публичные коллекции
Государственная Третьяковская галерея, Москва
Государственный Русский музей, Санкт-Петербург
Государственный центр современного искусства, Москва
Курская государственная картинная галерея имени А. А. Дейнеки, Курск
Дальневосточный художественный музей, Хабаровск
Калининградский областной музей изобразительных искусств, Калининград
Музей РГГУ «Другое искусство», Москва

## Персональные выставки
- 2016 «Архитектура. Явное и скрытое», Крокин галерея, Москва
- 2014 «Голова как структура», галерея pop/off/art, Москва
- 2013 «От абстракции к метаабстракции», галерея А3, Москва
- 2013 «Число Джоконды», Крокин галерея, Москва
- 2008 «Fibonacci», Крокин галерея. Москва
- 2008 «Треугольник Фибоначчи», Центральный дом архитектора, Москвa
- 2005 "Ретроспекция «От пятна к конструкции», Галерея мастеров, Москва
- 2004 «Геометрия числа — искусство», Центральный дом архитектора, Москва
- 2003 «Числовая геометрия и её образы в современной культуре», Пушкин-Институт, ИПУ РАН, Москва
- 2003 «Число как образ и визуальный смысл», Государственный центр современного искусства МК России, Москва
- 2002 «Образ числа», Культурный центр «Дом», Москва
- 2001 "Триэдр "(с Е. Гором и В. Умновым), Галерея Артгавань, Санкт-Петербург
- 2001 «Число как искусство», Музейный центр Российского Государственного Гуманитарного Университета, Москва
- 2000 «Точка зрения. Малевич в зеркале объективного искусства.», Культурный центр «Дом», Москва
- 1998 «Малевич и визуальное мышление», Государственный выставочный зал «На Солянке», Москва
- 1997 «Малевич — точка зрения — пространство», Галерея А-3, Москва
- 1996 «Работы 1960-х годов и их интеграл», Выставочный зал Российского фонда культуры, Москва
- 1996 «Триединство», Выставочный зал «в Пересветовом переулке», Москва
- 1992 Zeidler Art Galerie, Гданьск, Польша
- 1992 Emil Halosen museo, Липинлахти, Финляндия
- 1992 «Человек», Выставочный зал в Пересветовом переулке, Москва
- 1991 Фирма JBM, Представительство фирмы, Москва
- 1990 «Реальность, знак, искусство — 2», Выставочный зал «в Пересветовом переулке», Москва
- 1990 Luxemburger Schlos, Konigstein, Германия (с Е. Гором)
- 1989 «Russen kommen! (Gor-Pankin-Wasilkow)», Galerie Art Leuchter-Peltzer, Дюссельдорф, Германия
- 1988 «Реальность, знак, искусство», Выставочный зал «На Каширке», Москва
- 1985 Дом ученых объединенного института ядерных исследований, г. Дубна, Московская область

## Групповые выставки
- 2017 — Оттепель. Государственная Третьяковская галерея, Москва
- 2016—2017 — Московская оттепель: 1953—1968, Музей Москвы, Москва
- 2014 — Пространство Lucida, ГВЗ Пересветов переулок, Москва
- 2013 — Звучащее вещество, Государственный Русский Музей, Мраморный дворец, Санкт-Петербург
- 2013 — Небосклон, Московский Планетарий, Москва
- 2013 — Закулисье, Крокин галерея, Москва
- 2008—100 % blacksquare, Pop/off/art, Москва
- 2008 — Власть воды, Государственный Русский музей, Санкт-Петербург
- 2008 — Кулибин, Крокин галерея, Москва
- 2007 — Новый ангеларий, Московский музей современного искусства, Москва
- 2007 — Приключения «Черного квадрата», Государственный русский музей, Санкт-Петербург
- 2006 — СупреМАДИзм «Интернациональный конструктивизм», Московский музей современного искусства, Москва
- 2005 — Коллаж в России. XX век, Государственный русский музей, Санкт-Петербург
- 2005 — Фотограмма. Проекция. Силуэт. Государственный центр современного искусства, Москва
- 2005 — Чистейшая абстракция, Pop/off/art, Москва
- 2004 — Новые поступления, Государственный центр современного искусства, Москва
- 2004 — День Рождения Казимира Малевича, Государственный центр современного искусства, Москва
- 2003 — Фигуратив как абстракция, Галерея Сэм Брук Государственного культурного центра-музея В. С. Высоцкого, Москва
- 2003 — Абстракция эпохи перестройки, Выставочный зал дирекции выставок и аукционов Министерства Культуры России, Галерея ARTSALON.ru, Москва
- 2003 — Московская абстракция. Вторая половина XX века, Государственная Третьяковская галерея, Москва
- 2002 — Контрэволюция (Художники круга «ДИ»), Всероссийский музей декоративного искусства
- 2001 — Абстракция в России. XX век, Государственный Русский музей, Санкт-Петербург
- 1998 — Фоком-98, Центральный дом художника, Москва
- 1998 — Das Haupt, Techniker Krankenkasse, HDWK, Hamburg, Berlin
- 1997 — Modern Art, Wiesbaden, Muschelsaal
- 1996 — Первый конгресс творческого фонда России, Центральный дом художника, Москва
- 1996 — Выставка, посвященная Малевичу, Фонд Малевича, Галерея Гельмана, Зал «Дизайн-галереи», Москва
- 1996 — Zwischen Glauben und Asthetik, Zeitgenossische russische Maler, Leo-Lippman-Sale
- 1995 — Автономное искусство, Галерея «Le Chat», Центральный дом художника, Москва
- 1994 — Zwischen Glauben und Asthetik, Zeitgenossische russische Maler, Evangelische Akademie, Hamburg
- 1994 — Нет! — и конформисты. Образы советского искусства 1950—1980-х годов, Музей им. Дуниковского, Дворец в Крулинкарне, Польша — Русский музей, Санкт-Петербург
- 1994 — Современная графика России, Коллекция СП «Аншлаг», Центральный дом художника, Москва
- 1994 — Grosse Kunstaustellung, Kunstpalast, Dusseldorf, Германия
- 1993 — From Russia to the Field Gallery, to Benefit Children’s studio of the Tretyakov Gallery, State Road West Tisbury Center, USA
- 1992 — Новая коллекция, Дальневосточный художественный музей, Хабаровск
- 1992 — От плейстоцена к голоцену, Первобытное искусство в контексте современной культуры, Малевич-центр, Палеонтологический музей, Москва
- 1992 — Масандра. Русский авангард XX века, Калининградский областной музей изобразительных искусств, Калининград
- 1992 — Нюанс, Дальневосточный художественный музей, Хабаровск
- 1992 — Grosse Kunstaustellung, Kunstpalast, Dusseldorf, Германия
- 1991 — На путях к духовному, Выставочный зал «Фонда культуры», Москва
- 1991 — Russische Maler (Realismus bis Avangarde), Atelier Harald Sommer, Baden
- 1991 — Contemporary Sovjet Art, Kostakis Heuse of Art, Канада
- 1991 — Perestrojk’art, Galerie Christine Colas er Orgcomitede Moscow (АН СССР), Paris
- 1991 — Kunst Europa, 63 deutsche Kunstvereine zeitgen Kunst aus Landern, Mappener Kunstkreis, Mappen
- 1991 — Поиск абстракции. 1960—1990 годы, Российско-американский университет, Выставочный зал «Беляево», Москва
- 1991 — Современные художники Малевичу, Третьяковская галерея, Москва
- 1990 — Auktion of Polisch and Russian Contemporary Art Galerie, Gdanski Kantor Sztuki
- 1990 — Grosse Kunstaustellung, Kunstpalast, Dusseldorf, Германия
- 1990 — International Art Auction «East Meets West» Old, Modern and Contemporary Art Simultaneously Mechlen-Warsaw-Tokyo
- 1990 — Russische Avangarde 1970—1989, Galerie am Lindenplatz, Schaan
- 1990 — Pittori Moscoviti Contemporanei, Palazzo Rondanini alla Rotonda, Regione Lazio, Roma
- 1990 — Arte Russa. Tra Rivoluzione e Perestroika, 14 Salone Nazionale L’evento Culturale Dell’anno Roma
- 1990 — Zeitgenossische Kunstler aus Moskou (vom «Labirint» bis heute), Osteuropaisches Kulturzentrum, Koln
- 1990 — Арт-миф, Первая Московская международная ярмарка искусства, ЦДХ, Москва
- 1989 — Galerie For Dam, Assen
- 1989—100 Kleuren, Galerie Dijkstra, Amsterdam
- 1989 — Russka Kunstnarer, Galerie Atrium med Gdanski Kantor Sztuki, Stockholm
- 1989 — Red-White, Tentoonstellung van hedenfaagse Kunst uit Polen en Rusland Open Havenmuseum, Amsterdam
- 1989 — L’avant-garde Russe et Sovietigue. 1970—1980, Fodation Vasareli, Galerie Bodenschatz, Mosckovskaja Palitra, Paris
- 1989 — Советский авангард 1920—1980, Объединение «Московская палитра», Минск
- 1988 — Labirint, Neu Kunst aus Moskau, Warschaw-Hamburg-Hanover

## Статьи
http://www.mk.ru/culture/article/2011/02/03/562948-zolotoe-sechenie-zvuka.html